# In Flanders Fields
Vous lisez un « bon article » labellisé en 2016.
Pour l’article homonyme, voir …Au champ d'honneur.
In Flanders fields (Au champ d'honneur) est un poème de guerre écrit pendant la Première Guerre mondiale par le lieutenant-colonel canadien John McCrae. Celui-ci l'aurait composé pour les funérailles d'un ami, le lieutenant Alexis Helmer, tué lors de la deuxième bataille d'Ypres en Belgique, mais les circonstances exactes de la création de cette œuvre restent incertaines.
Le poème est publié le 8 décembre 1915 dans le magazine britannique Punch et sa popularité va croissant à mesure que se poursuit le conflit. Rapidement traduit dans plusieurs langues, il est aussi largement utilisé dans le cadre de la propagande de guerre. L'image des coquelicots qu'il évoque est ainsi mise à profit lors d'opérations de levée de fonds telles que les émissions d'obligations de guerre. Cette image est aussi devenue l'emblème de la Campagne du Coquelicot, campagne annuelle d'appel aux dons menée au Royaume-Uni et dans certains pays du Commonwealth, en soutien aux familles des soldats morts ou blessés au combat.
La popularité du poème se confirme après guerre, aussi bien au Canada que dans d'autres pays, où il est notamment utilisé lors des commémorations du jour du Souvenir, sous des formes diverses.

## Histoire

### Contexte d'écriture

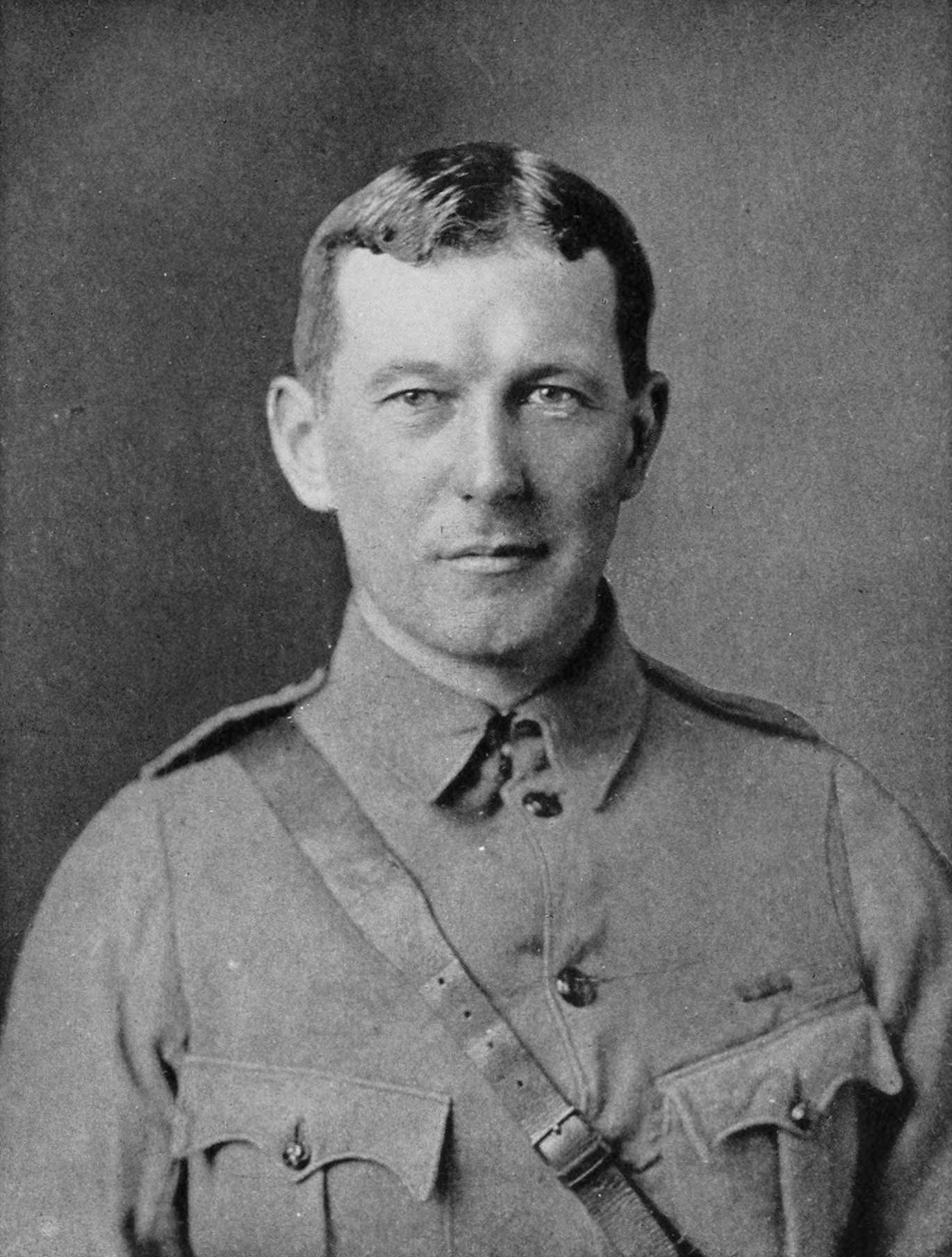
Le lieutenant-colonel John McCrae en uniforme lors de la Première Guerre mondiale.

L'auteur du poème, John McCrae, est un lieutenant-colonel originaire de la ville de Guelph dans la province canadienne de l'Ontario. Son goût pour l'écriture de poésie remonte à ses jeunes années et il pratique cette activité tout au long de sa vie. Les premières publications de ses créations datent du milieu des années 1890, essentiellement dans des magazines et des journaux canadiens. Parmi les thèmes qu'il aborde à l'époque, figurent, entre autres, ceux de la mort et du repos éternel.
Lors de l'entrée en guerre du Canada au début de la Première Guerre mondiale — alors qu'il est âgé de 41 ans —, il fait le choix de s'engager dans les forces du corps expéditionnaire canadien. Il se porte volontaire pour intégrer non pas le corps médical comme le lui aurait permis sa formation, mais une unité combattante, en qualité d'artilleur et de médecin de terrain. Il s'agit là de son second engagement dans les troupes canadiennes, après un premier service lors de la seconde guerre des Boers. Il se considère avant tout comme un soldat, en digne successeur d'un père ayant officié comme chef militaire à Guelph et lui ayant inculqué le sens de l'engagement envers son pays et l'Empire britannique.
Au printemps 1915, il fait partie des troupes engagées dans la deuxième bataille d'Ypres, ville belge située en Flandre, victimes de l'une des premières attaques chimiques lancées par l'armée allemande. De fait, le 22 avril 1915, les positions tenues par les forces canadiennes sont attaquées à la bertholite (chlore à l'état gazeux). Les forces allemandes ne parviennent toutefois pas à enfoncer les lignes de défense, malgré deux semaines d'intenses combats. Dans une lettre à sa mère, McCrae qualifie la situation de « cauchemardesque » : « Pendant dix-sept jours et dix-sept nuits, nul d'entre nous n'a eu la chance de pouvoir enlever ses vêtements ou même de se déchausser, ou alors de façon très exceptionnelle. Pendant tout le temps où j'ai été éveillé, les bruits d'obus et de fusils ne nous ont jamais accordé plus de 60 secondes de répit… avec toujours dans un coin d'esprit la vision des morts, des blessés, des mutilés, et la terrible crainte de voir les lignes de défense lâcher face à l'ennemi ». C'est lors de cette bataille que McCrae est touché par la perte d'un frère d'armes, Alexis Helmer, tué le 2 mai. Il prend en charge les funérailles de son ami et constate alors à quel point les coquelicots (Papaver rhoeas) poussent vite sur les tombes des soldats tombés lors de la bataille. Le lendemain, il compose le poème, assis à l'arrière d'une ambulance.

### Texte

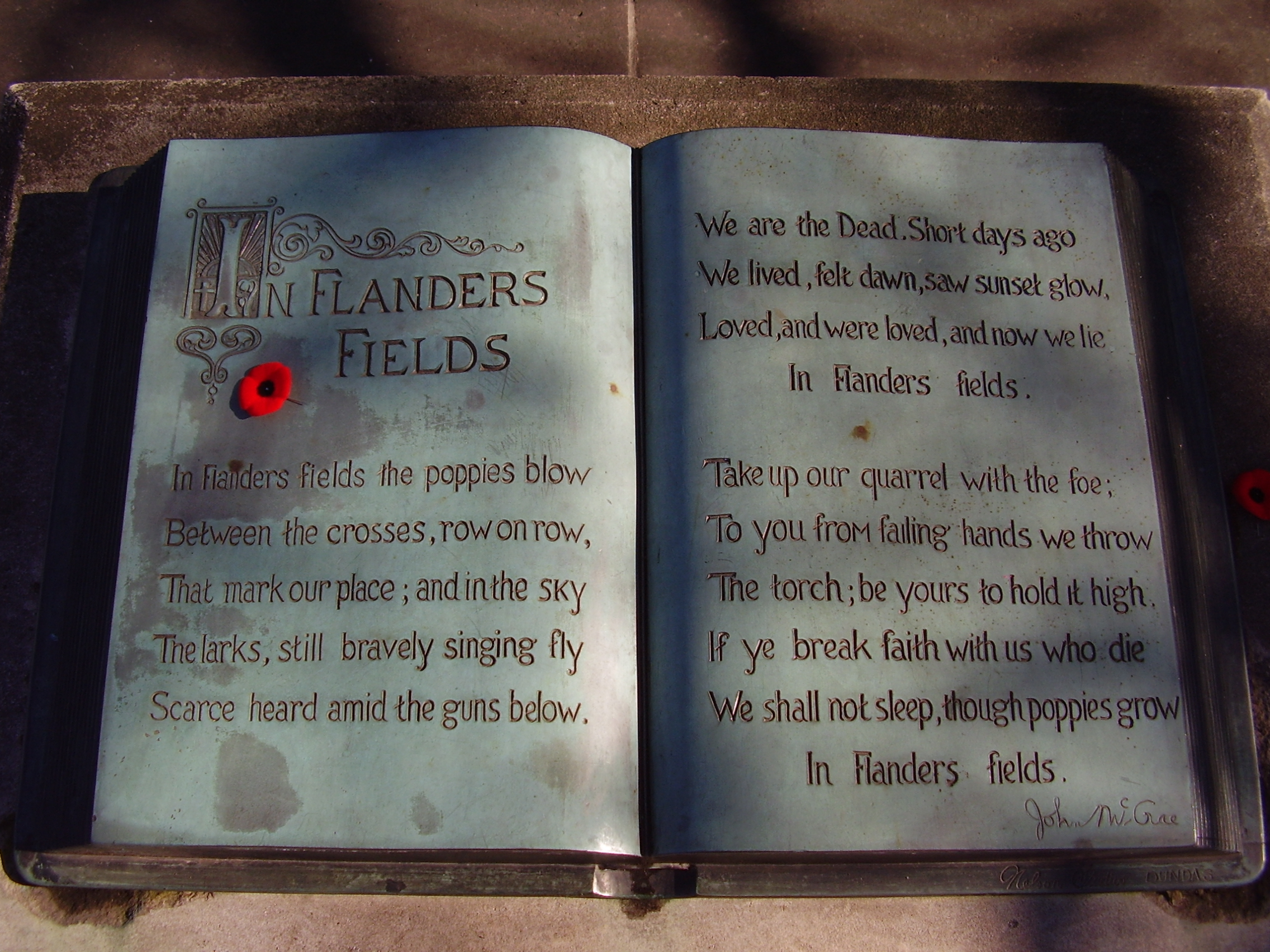
Le poème inscrit sur un livre en bronze au mémorial de John McCrae à Guelph (Ontario, Canada).

Ce poème de John McCrae, en forme de rondeau, rend hommage aux individus, tant civils que militaires, qui sont morts lors de la Première Guerre mondiale.
| Texte original In Flanders fields the poppies grow Between the crosses row on row, That mark our place; and in the sky The larks, still bravely singing, fly Scarce heard amid the guns below. We are the Dead. Short days ago We lived, felt dawn, saw sunset glow, Loved and were loved and now we lie In Flanders fields. Take up our quarrel with the foe: To you from failing hands we throw The torch; be yours to hold it high. If ye break faith with us who die We shall not sleep, though poppies grow In Flanders fields. | Traduction littérale Dans les champs de Flandre, les coquelicots fleurissent Entre les croix qui, une rangée après l'autre, Marquent notre place ; et dans le ciel, Les alouettes, chantant valeureusement encore, sillonnent, À peine audibles parmi les canons qui tonnent. Nous, les Morts, il y a quelques jours encore, Nous vivions, goûtions l'aurore, contemplions les couchers de soleil, Nous aimions et étions aimés ; aujourd'hui, nous voici gisant Dans les champs de Flandre. Reprenez notre combat contre l'ennemi : Nos bras meurtris vous tendent le flambeau, À vous toujours de le porter bien haut. Si vous nous laissez tomber, nous qui mourons, Nous ne trouverons pas le repos, bien que les coquelicots fleurissent Dans les champs de Flandre. |

### Publication

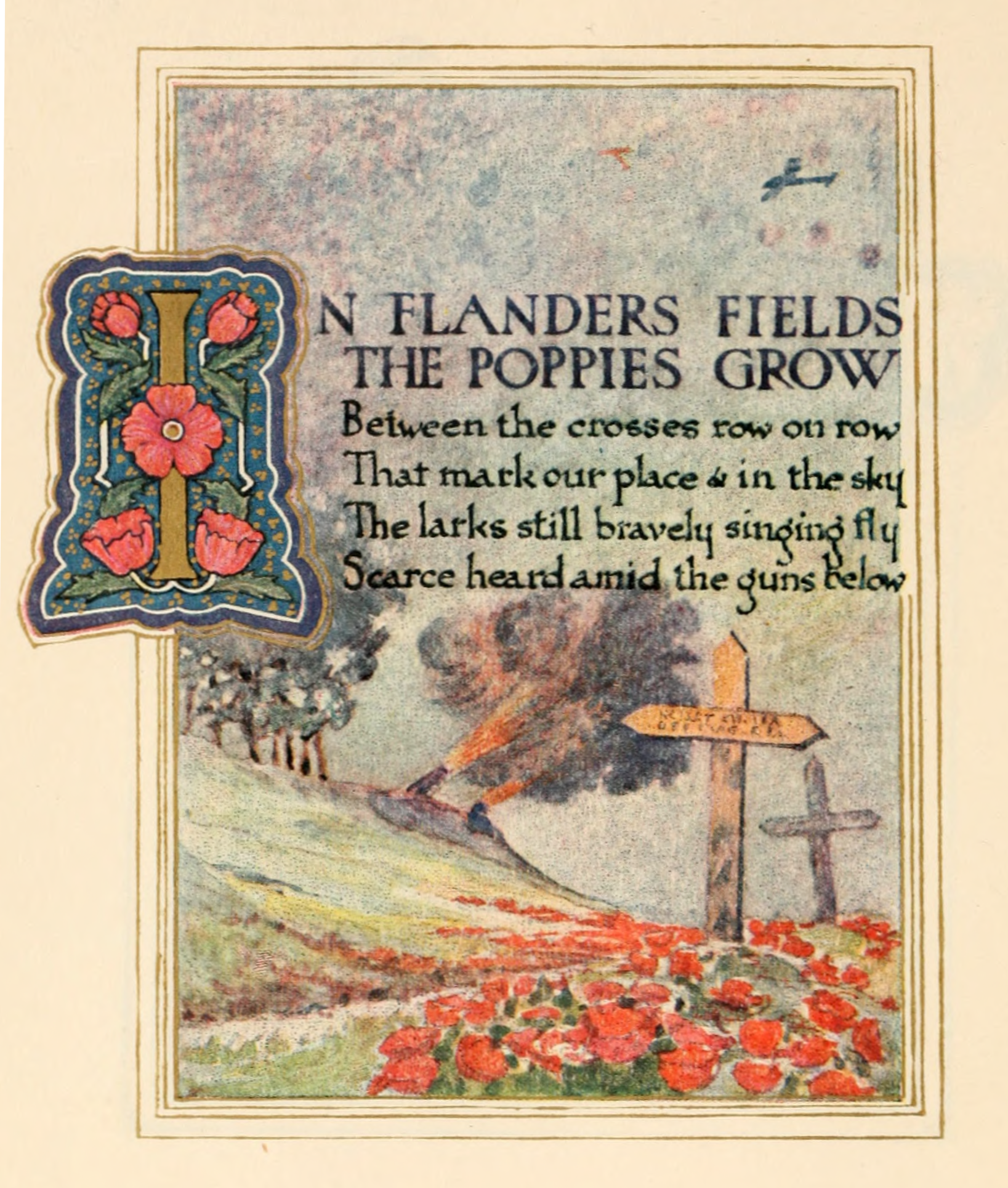
Page illustrée par Ernest Clegg. Le mot grow apparaît à la fin du premier vers.

Il existe trois récits contradictoires quant aux circonstances de la composition du poème. Dans un premier récit, Cyril Allinson, sergent-major dans l'unité de McCrae, raconte qu'il est témoin de sa création en distribuant le courrier aux soldats. Il remarque alors que le regard de McCrae se perd souvent en direction de la tombe de Helmer. Selon ses dires, lorsque McCrae lui tend son calepin et qu'il y découvre le texte, les vers s'inscrivent durablement dans sa mémoire car « ils dépeignaient très justement la scène qui se jouait sous nos yeux ». Selon la légende, McCrae, mécontent de son poème, aurait chiffonné et jeté la feuille sur laquelle il l'avait écrit. C'est l'un des membres de son unité (Edward Morrison (en), J. M. Elder ou Allinson lui-même) qui l'aurait récupérée. McCrae aurait par la suite été convaincu de soumettre sa création à un éditeur en vue de sa publication.
Une autre version concernant la composition de ce poème raconte qu'il fut rédigé par McCrae en une vingtaine de minutes, juste après les funérailles de Helmer, au matin du 2 mai. Selon un troisième récit, celui du lieutenant-colonel Morrison, le poème fut rédigé pendant les temps libres dont McCrae pouvait disposer en attendant les nouvelles arrivées de soldats blessés. Quoi qu'il en soit, McCrae retravaille son poème pendant plusieurs mois avant de le considérer digne d'être publié. Il le propose d'abord au Spectator de Londres qui le rejette, puis il le soumet, avec davantage de succès, au magazine britannique Punch qui le fait paraître le 8 décembre 1915. Alors publié sans mention de son auteur, le texte est finalement attribué à McCrae dans l'index édité par le magazine en fin d'année.
La question du dernier mot du premier vers est, depuis la publication, au centre d'une controverse. Selon Allinson, la première mouture du poème comprenait bien le mot grow (« poussent »). Cependant, ce même mot étant aussi utilisé à la fin de l'avant-dernier vers, le magazine Punch obtint l'autorisation de remplacer sa première occurrence par le mot blow (« s'envolent »). McCrae utilise par la suite indifféremment l'un ou l'autre lorsqu'il fait des copies manuscrites pour ses amis et sa famille. Depuis, la question demeure ouverte quant à savoir quelle version du poème il conviendrait de privilégier. Ainsi, en 2001, lors de l'émission d'un billet de banque canadien sur lequel figure la première strophe du poème, la Monnaie royale canadienne opte pour la version avec le mot blow, mais se voit inondée de courriers de protestation de la part de partisans de la version contenant le terme grow.

### Popularisation
In Flanders Fields constitue, selon l'historien américain Paul Fussell, le poème le plus populaire de son temps. Dès que le texte est crédité à McCrae, ce dernier reçoit quantité de télégrammes et de lettres le félicitant pour son œuvre. Par la suite publié dans de multiples pays, il devient rapidement le symbole de l'héroïsme des soldats morts lors du premier conflit mondial ; il est traduit dans un nombre de langues tel que McCrae finit par déclarer qu'« il ne doit plus désormais manquer que le chinois ». Le message véhiculé par le poème touche alors aussi bien les soldats présents au front, qui y perçoivent une exhortation à respecter la mémoire de ceux qui sont tombés au champ d'honneur, que les personnes restées au pays, qui décèlent dans le texte un sens à donner au sacrifice de leurs proches au combat.

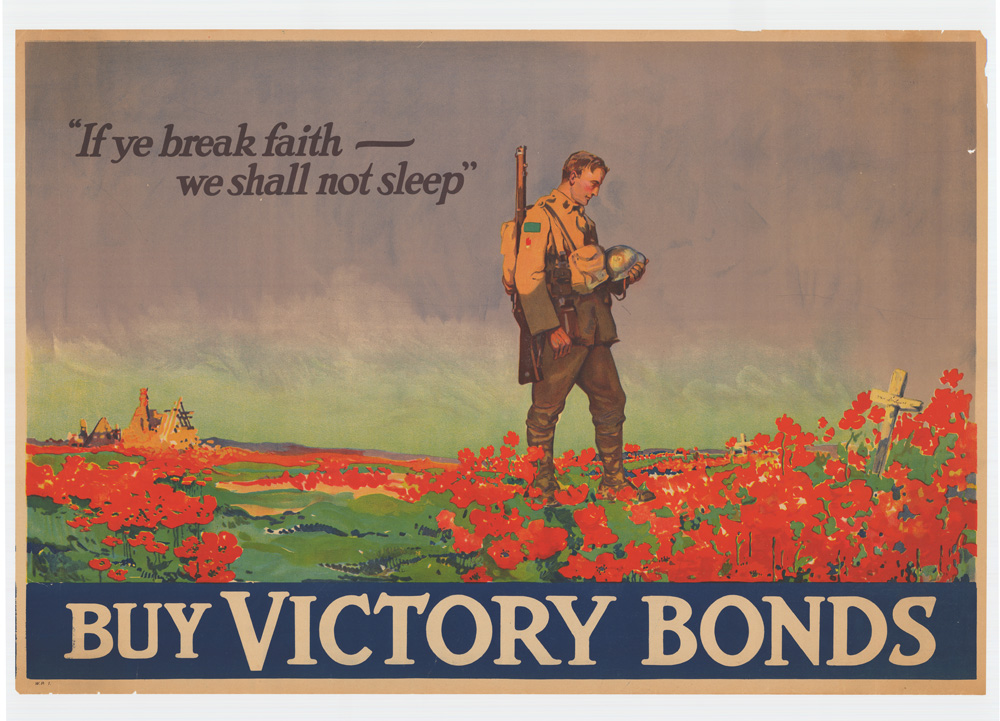
Affiche de propagande canadienne incitant à l'achat d'obligations de guerre, s'inspirant du poème.

L'œuvre est rapidement récupérée par la propagande, notamment au Canada, par le Parti unioniste qui l'utilise dans le cadre des élections fédérales canadiennes de 1917 se déroulant sur fond de crise de la conscription. Tandis que les Canadiens français sont farouchement opposés à l'instauration du service militaire obligatoire, les Canadiens anglais votent majoritairement pour sa mise en place, soutenant ainsi le projet du Premier ministre Robert Laird Borden et de son gouvernement unioniste. Une part de la victoire est alors attribuée au poème en ce qu'il aurait « contribué plus que tout discours de cette campagne à ce que ce dominion continue d'assumer son devoir et de combattre pour l'établissement d'une paix durable ». McCrae, alors fervent soutien de l'Empire britannique et de l'effort de guerre, se réjouit de l'impact de son œuvre sur ces élections. En outre, il indique dans une lettre : « par mon vote, j'espère avoir poignardé l'un de ces Canadiens français ».
Le poème devient un outil de motivation populaire au Royaume-Uni, où il est utilisé pour encourager les soldats combattant l'Empire allemand, ainsi qu'aux États-Unis, où il est publié aux quatre coins du pays. Il constitue l'une des œuvres les plus citées en référence durant la période du conflit. Ainsi, il est notamment mis en exergue dans le cadre de campagnes de vente d'obligations de guerre auprès des populations, lors des recrutements de soldats et pour critiquer les pacifistes. Le poème est par ailleurs mis en musique par le compositeur américain Charles Ives, qui en sort une version en 1917.
Paul Fussell, dans son ouvrage The Great War and Modern Memory, publié en 1975, produit toutefois une critique acerbe de l'œuvre de McCrae, évoquant la dichotomie entre le ton bucolique des neuf premiers vers et la « rhétorique digne d'une affiche de propagande » de la troisième strophe, estimant que le texte est « malveillant » et « stupide », et qualifiant les derniers vers d'« arguments propagandistes s'opposant à toute négociation en faveur de la paix ».

## Suites

### Postérité
En juin 1915, McCrae est muté à Boulogne-sur-Mer, où il est promu au grade de lieutenant-colonel chargé des services médicaux à l'hôpital général canadien numéro 3. Le 13 janvier 1918, il accède aux fonctions de colonel et devient médecin consultant des armées britanniques en France. Mais les années de guerre l'ont usé. Il contracte une pneumonie, puis une méningite. Il meurt le 28 janvier 1918 à l'hôpital militaire de Wimereux, où il est enterré avec tous les honneurs militaires. Un recueil de ses œuvres, contenant In Flanders Fields, est publié l'année suivante.
In Flanders Fields est devenu au Canada un texte emblématique associé aux cérémonies du jour du Souvenir. C'est peut-être l'œuvre littéraire la plus connue parmi les Canadiens anglophones. Certains de ses vers sont inscrits sur les billets de dix dollars canadiens, et la Monnaie royale canadienne a en outre frappé à diverses reprises des pièces à l'effigie du coquelicot ; l'une de ces pièces de 25 cents, émise en 2004 et présentant en son centre un coquelicot rouge, est considérée comme la première pièce multicolore en circulation dans le monde. Une version en français du poème, intitulée Au champ d'honneur, a été écrite par le major Jean Pariseau. Cette version, approuvée par le gouvernement canadien et utilisée lors de cérémonies bilingues ou en français, a abandonné la référence au lieu de la bataille. Le club de hockey des Canadiens de Montréal en utilise quelques vers comme devise depuis 1940 : « Nos bras meurtris vous tendent le flambeau, à vous toujours de le porter bien haut. ». Cette phrase est inscrite dans le vestiaire de l'équipe depuis 1952.
La maison de naissance de McCrae à Guelph en Ontario a été transformée en un musée consacré à sa vie et à la guerre. En Belgique, le musée In Flanders Fields à Ypres, consacré à la Première Guerre mondiale, est situé dans l'une des plus grandes régions touristiques des Flandres.
En dépit de cette renommée pérenne, In Flanders Fields est souvent méprisé par les universitaires spécialistes de la littérature canadienne. Le poème est parfois vu comme un anachronisme, parlant de gloire et d'honneur dans le cadre d'un conflit désormais associé à l'absurdité de la guerre de tranchées et aux massacres de masse produits par l'armement du XXe siècle. Nancy Holmes (en), professeur à l'université de la Colombie-Britannique, a avancé l'hypothèse que la nature patriotique de ces vers et leur utilisation comme instrument de propagande a pu conduire les critiques littéraires à les considérer davantage comme un symbole ou un hymne national que comme un poème.

### Coquelicots du souvenir

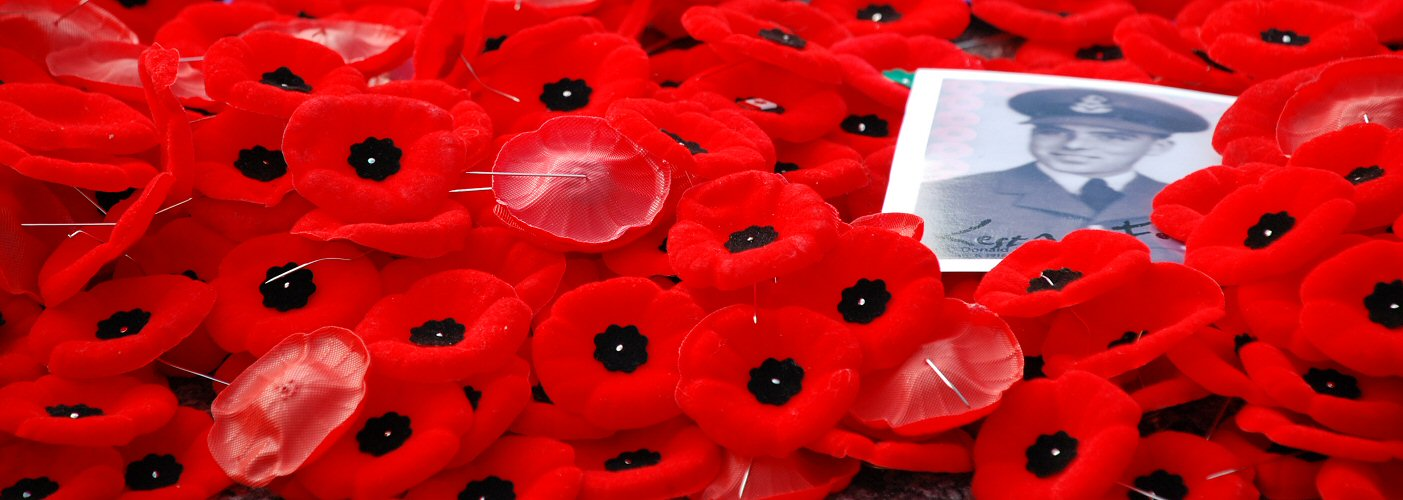
Tombe d’un soldat à Ottawa au Canada.

Les coquelicots évoqués dans le poème sont associés à la guerre depuis les guerres napoléoniennes, lorsqu'un écrivain de l'époque remarque pour la première fois qu'ils poussent volontiers sur les tombes des soldats. De fait, en Flandre, les décombres consécutifs aux batailles de la Première Guerre mondiale causaient à l'environnement des dommages engendrant une augmentation de la teneur en calcaire du sol, de sorte que le coquelicot constituait l'une des rares plantes capables de prospérer dans la région.

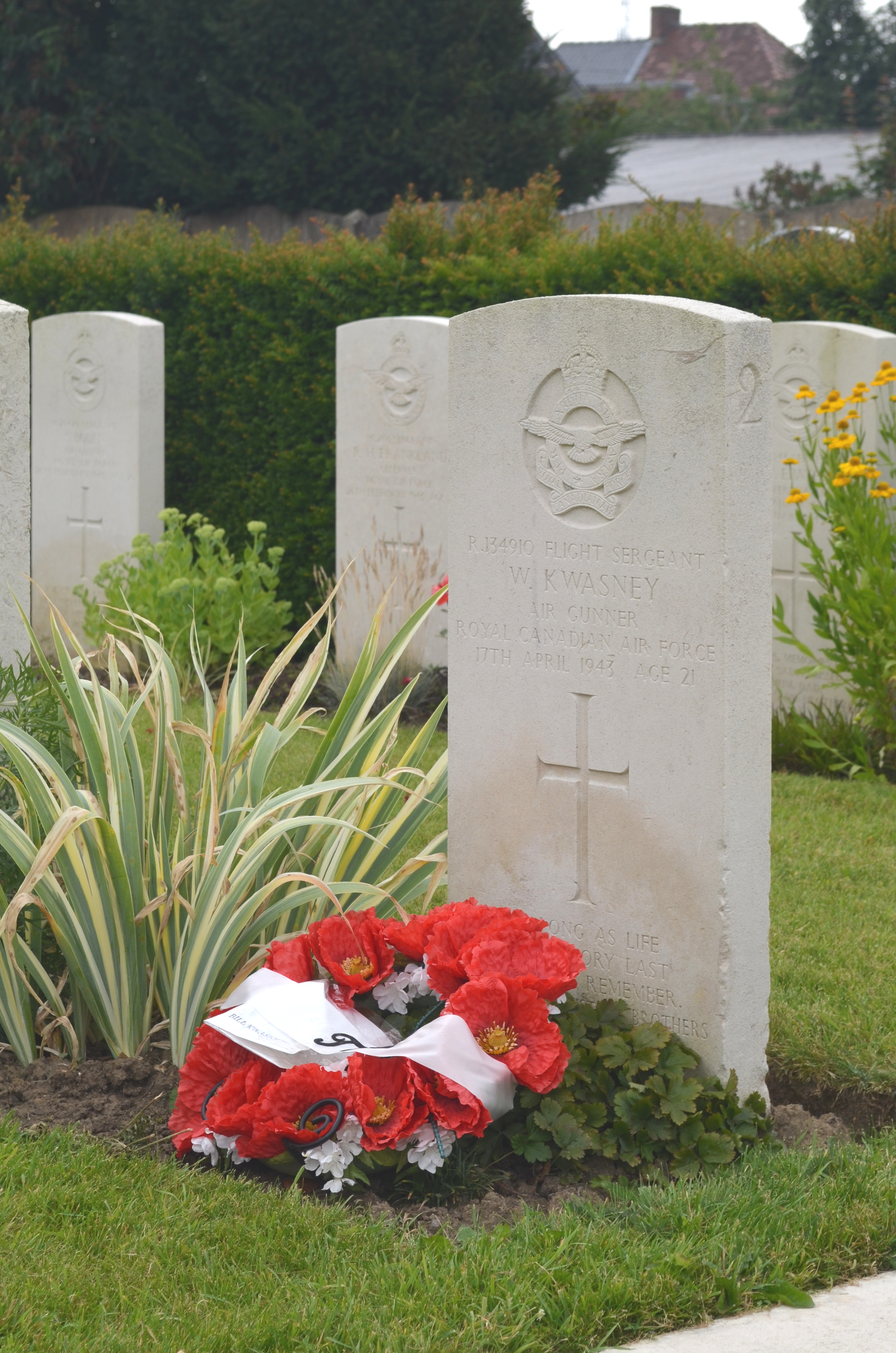
Tombe d'un soldat à Florennes en Belgique.

Inspirée par In Flanders Fields, à l'issue de la guerre en 1918, une enseignante américaine, Moina Michael (en), décide de porter un coquelicot en permanence, en l'honneur des soldats tombés au combat. Qui plus est, en écho au texte de McCrae, elle écrit elle-même un poème, intitulé We Shall Keep the Faith (Nous garderons la foi). Distribuant à son entourage des coquelicots en soie, elle mène une campagne pour que l‘American Legion adopte cette fleur comme symbole officiel du Souvenir. La Française Anne Guérin, qui assiste à la convention du 29 septembre 1920 où l‘American Legion entérine la proposition de Moina Michael, décide à son tour de vendre des coquelicots en tissu dans son pays natal, afin de lever des fonds à destination des veuves et des orphelins de guerre. En 1921, elle délègue également des vendeurs de coquelicots à Londres, peu avant l'anniversaire de l'armistice de 1918, attirant ainsi l'attention du maréchal Douglas Haig. Cofondateur de la Royal British Legion (organisation caritative à destination des vétérans et de leurs familles), le maréchal encourage la vente de ces coquelicots. La pratique se répand ensuite rapidement à travers l'Empire britannique. Aujourd'hui, le port de coquelicots au cours de la période précédant la célébration de l'armistice demeure populaire dans une grande partie du Commonwealth, notamment au Royaume-Uni, au Canada et en Afrique du Sud, ainsi que, en Australie et en Nouvelle-Zélande, lors des jours précédant la journée de l'ANZAC (qui commémore la bataille de Gallipoli, survenue en 1915).